# Strei-Săcel, Hunedoara
Strei-Săcel este un sat ce aparține orașului Călan din județul Hunedoara, Transilvania, România.

## Imagini

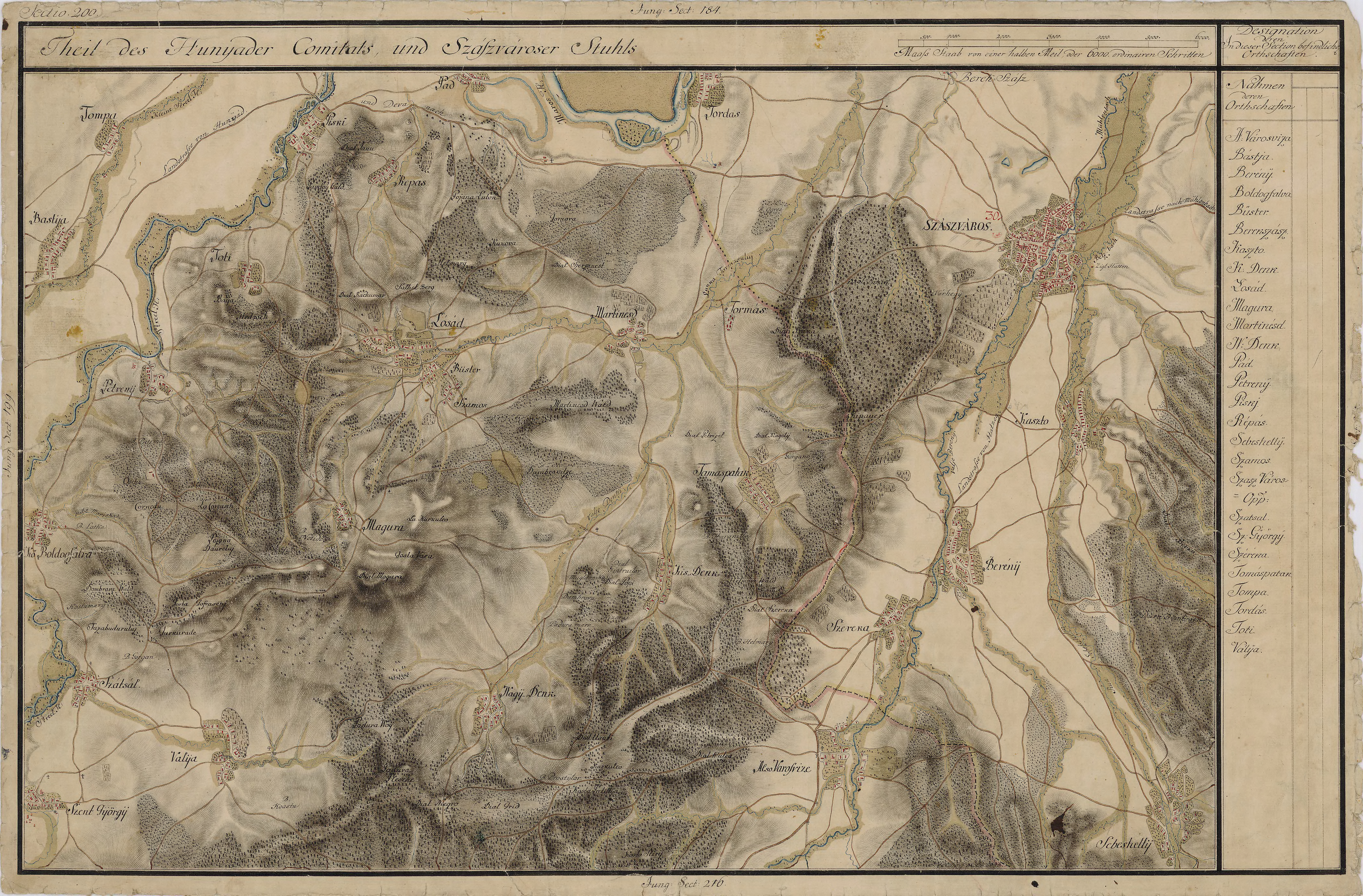
Strei-Săcel în Harta Iosefină a Transilvaniei, 1769-1773